# Hulk (lik)
Hulk je izmišljena oseba in stripovski superjunak z nadnaravnimi sposobnostmi v stripih ameriške založbe Marvel. Ustvarila sta ga risarja Stan Lee in Jack Kirby. Prvič se je pojavil v stripu The Incredible Hulk (maj 1962). Gre za enega najbolj znanih Marvelovih superherojev.

## Življenjepis lika
Hulk nastane, ko je znanstvenik Bruce Banner izpostavljen velikim odmerkom sevanja gama, zaradi česar se spremeni v besno zeleno bitje. Bruce, ki je preživel težko otroštvo, je pred tem razvil disociativno motnjo identitete in potlačil svoja negativna čustva kot mehanizem obvladovanja. S spremembo v Hulka Bruce dobi veliko moči, ki jo pozneje uporabi v boju proti kriminalcem.

## Filmi
Po upodobitvah v stripih so kasneje posneli veliko filmov, v katerih se pojavlja Hulk.
- Hulk (2003)
- Neverjetni Hulk (2008)
- Planet Hulk (2010)